# Sarkomera
Sarkomera je základní funkční a strukturální jednotka myofibril. Jde o ohraničený úsek myofibrily, který obsahuje tenká filamenta aktinu a silnější filamenta myosinu. Při svalové kontrakci se sarkomera zkracuje, protože se vlákna aktinu a myosinu zasouvají mezi sebe. Myofibrila je tvořena velkým množstvím takovýchto sarkomer, které jsou od sebe odděleny tzv. Z-liniemi.